# Alfred Lange (Autor)
Alfred Lange (* 13. November 1910 in Neubarnim, Kreis Oberbarnim; † 6. November 1971 bei Schwäbisch Hall) war ein deutscher Autor und Gründer der katholischen Laienbewegung und Bildungseinrichtung Stefanus-Gemeinschaft.

## Leben
Alfred Lange wurde als ältester Sohn des Friseurs Hermann Lange und dessen Ehefrau Martha am 13. November 1910 in Neubarnim geboren. Er hatte noch zwei jüngere Brüder, Paul und Hermann, die im Deutsch-Sowjetischen Krieg 1942 und 1943 ihr Leben verloren.
Ab 1917 besuchte Alfred Lange die Volksschule in Neubarnim. Anschließend wollte er Evangelische Theologie studieren, was aber aufgrund der finanziellen Lage der Familie Lange nicht möglich war. So absolvierte Alfred Lange von 1924 bis 1927 in Bad Buckow eine Ausbildung zum Textilkaufmann. Anschließend kehrte er in sein Heimatdorf zurück und übernahm ein Textilgeschäft in Sonnenburg. Die Freizeit nutzte Alfred Lange, um sich weiterzubilden, vor allem in Religion und Geschichte; zudem spielte er Handball.
1932 heiratete Alfred Lange die evangelische Christin Marie Metzler. Zusammen bekamen sie zwischen 1933 und 1949 ihre sechs Kinder, Manfred, Brigitte (kurz nach Geburt verstorben), Sigrid, Hiltraud, Eckhard und Monika. Da das Textilgeschäft wirtschaftlich nur wenig Gewinn einbrachte, begann Alfred Lange, Beiträge zu verschiedenen Themen in Zeitungen zu veröffentlichen und verdiente sich so ein kleines Zubrot. Zudem bildete er sich weiter, wie er bei einer Rede in Illertissen am 28. Januar 1962 erklärte: „Ich studierte und studierte jeden Abend für mich selber, ich wollte vorwärts kommen. Und immer wieder beschäftigte mich die Religionswissenschaft.“
Alfred Lange starb bei einem Autounfall am 6. November 1971 auf der Fahrt zu Stefanusfreunden in Regensburg.

### Kriegsjahre
Alfred Lange war von wesentlichen Teilen der Propaganda Adolf Hitlers überzeugt. Unter anderem machte er sich durch seine Zeitungsbeiträge einen Namen als Publizist. Im polnischen Grenzgebiet östlich von Schlochau (heute polnisch, Czluchów) versuchte er, mit Hilfe von Theateraufführungen den Nachkommen deutscher Siedler die deutsche Kultur näherbringen.
Trotz seiner positiven Einstellung gegenüber den Lehren des Nationalsozialismus hatte Alfred Lange einen ausgeprägten Sinn für Gerechtigkeit. So schrieb er etwa einen Protestbrief gegen die Gefangennahme einer seiner Kunden, eines sozialdemokratischen Familienvaters, der daraufhin freigelassen wurde – Alfred Lange wurde deswegen allerdings von der Gestapo vernommen. Ebenfalls kritisierte er öffentlich die Reichskristallnacht am 9. November 1938, wodurch er erneut die Aufmerksamkeit der Gestapo auf sich zog.
1939 wurde Alfred Lange als Soldat in den Dienst der Luftnachrichtentruppe einberufen, später wechselte er zu den Fallschirmjägern. Zu dieser Zeit las er viel und bildete sich weiter. Neben den Werken von Arthur Schopenhauer und Friedrich Nietzsche beeindruckte ihn auch das Buch Mythus des 20. Jahrhunderts von Alfred Rosenberg, dem Chef-Ideologen der nationalsozialistischen Bewegung.
Als Soldat gelangte Alfred Lange in die Sowjetunion, nach Griechenland, Italien und Frankreich. Am 29. Juli 1944 wurde er in der Normandie von einer zu kurz geschossenen deutschen Granate schwer verletzt. Sein linker Oberarm musste amputiert werden, das rechte Bein blieb verkürzt und steif. Am 3. September 1944 wurde Alfred Lange in das Heimatlazarett in Frankfurt/Oder gebracht, dort lernte er Sepp Hofer kennen. Beide teilten sich ein Zimmer, Hofer wird später über Lange als einen „bibelkundigen, dem Nationalsozialismus verhafteten, sich für den katholischen Glauben interessierenden religiösen Suchenden, der das Attentat auf Adolf Hitler, am 20. Juli 1944, als Verrat verurteilte“, berichten.

### Glaube
Bei seiner Arbeit in Schlochau kam der evangelisch getaufte Lange zum ersten Mal mit dem katholischen Glauben in Berührung. Die Ansichten der katholischen Kirche blieben ihm zunächst fremd. Im Jahre 1936 trat er dennoch gegen den Willen seiner Frau und seiner Eltern aus der protestantischen Landeskirche aus, allerdings nicht der katholischen Kirche bei. Er schrieb dazu: „Meine Frau kam aus einer schwäbischen Bauernfamilie, die über Österreich und Westpreußen im Oderbruch Land erwarb. Das protestantische Christentum war in ihr lebendig. Dagegen erlebte ich schwere Glaubenskrisen. Luthers Lehre vom Glauben, der allein selig macht, dazu das laue Christentum in der Heimat, die Zerrissenheit der evangelischen Konfession, organisatorisch und inhaltlich, bewegten mich zum Austritt aus der Landeskirche.“
Aufgrund seiner Kriegsverletzung kam Alfred Lange 1944 ins Lazarett nach Zams, in dem er bei seinem zehnmonatigen Aufenthalt auf viele katholisch-gläubige Ärzte, auf Ordensschwestern und Geistliche traf. Der Aufenthalt war so prägend für Lange, dass für ihn die Rückkehr in die Kirche unumgänglich wurde. Nach der Verlegung nach Schloss Wolfegg im Allgäu, Sitz des Fürsten von Waldburg zu Wolfegg und Waldsee, ging für Lange ein monatelanges Abwägen weiter, ob er zum evangelischen Glauben zurückkehren oder sich dem katholischen Glauben zuwenden sollte. Er gelangte schließlich zu dem Ergebnis, dass nur die katholische Kirche von Jesus gegründet wurde, und wandte sich sieben Jahre nach der Abkehr von der Lehre Luthers dem Katholizismus zu. So trat er nach dem erfolgreichen Absolvieren des vorgeschriebenen Konvertitenunterrichts am 29. Juli 1945 der katholischen Kirche bei.
Im folgenden Winter fand Alfred Lange auch seine Familie in Spiegelhagen bei Perleburg wieder, die er kurz darauf auch nach Wolfegg brachte. Seine Frau wusste inzwischen, dass ihr Mann konvertiert war, an Weihnachten 1946 traten sie, jetzt mit dem Vornamen „Maria“, und die Kinder ebenfalls der katholischen Kirche bei.
In der oberschwäbischen Umgebung von Schloss Wolfegg fanden viele Menschen Halt in der Kirche. Auch der Konvertit Alfred Lange engagierte sich beim Aufbau und der Neuorganisation der Jugend- und Männerseelsorge mit dem Ziel, die Bindung von Jugendlichen und Männern an den katholischen Glauben zu festigen. Nach anfänglichen Bedenken begann Lange, Vorträge vor Jugendlichen und Männern zu halten, stets mit dem Thema „Mein Weg zur Kirche“. Bei einem dieser Vorträge mit anschließender Diskussion in der Pfarrei Deißlingen stellte er fest, dass die nichtchristlichen Besucher den zurückhaltenden katholischen Jugendlichen rhetorisch überlegen waren. Für ihn war es der Ausgangspunkt für die Idee zur Gründung der Stefanus-Gemeinschaft, in der junge Männer aus allen Schichten geschult werden sollten, um aktiv in Kirche und Welt zu wirken. Im Vordergrund steht die Beschäftigung mit Religionsthemen, aktuellen Themen und der Rhetorik.

## Wirken
Alfred Lange war sein gesamtes Leben bestrebt, sich in Fragen des Glaubens und der Politik weiterzubilden. Er nahm an Fern- und Internatskursen teil. Zudem war er ein begnadeter Redner, der seine Kenntnisse vor allem von dem Sprecherzieher Fritz Schweinsberg hatte. Die sprachliche Ausgestaltung einer Rede war Lange immer genauso wichtig wie deren Inhalt.
Neben den Vorträgen keimte in Lange die Idee einer Rednerschule, die er 1948 mit der Gründung der Stefanus-Gemeinschaft umsetzte. Dabei war das Ziel seiner Rhetorikkurse nicht, eine katholische Rednerelite zu schaffen, vielmehr wollte er, dass alle mündigen Christen eine Möglichkeit zur Weiterbildung bekommen. Die Stefanus-Gemeinschaft entwickelte sich schließlich zu einer Bildungsgemeinschaft. Die Mitglieder bilden sich auf den Grundwerten Glauben, Wissen, Reden und Freundschaft gemeinsam weiter.
Seine erworbenen Kenntnisse hielt Lange auch in zahlreichen Büchern fest. Diese wurden nicht nur in der Rhetorikschule wichtig, sondern auch als Grundlage der Weiterbildung in der Stefanus-Gemeinschaft genutzt. Sein Buch Kleine Schule für Rede und Diskussion wurde insgesamt in fünf Auflagen verlegt, von der letzten Ausgabe wurden 25.000 Exemplare verkauft. Weitere erfolgreiche Bücher von Alfred Lange sind Nach dem Götzendienst (1965), Das überzeugende Wort (1967) und Erfülle deinen Tag (1957).

## Schriften
- Kleine Schule für Reden und Diskussion. Sprecherziehung für die in Kirche, Volk und Staat tätigen Christen. Verlag Winfried Werk, Augsburg 1955.
- Erfülle Deinen Tag. Beispiele und Anregungen zum christlichen Leben. Verlag Winfried Werk, Augsburg 1957.
- Gewinne deine Welt. Ein Buch vom Leben und Wirken tätiger Christen. Verlag Otto Schloz. Stuttgart 1958.
- Erkenne deine Stunde. Zwanzig nachdenkliche Geschichten. Verlag Winfried Werk, Augsburg 1960.
- Der Redner. Werkbuch für zeitnahes Predigen und überzeugendes Reden. St. Josephs-Druckerei, Wangen/Allgäu 1961.
- Nach dem Götzendienst. Ein Buch der tätigen Liebe. Leufke, Neu-Ulm 1965.
- Nütze deine Talente. Felix-Verlag, Vogt 1966.
- Das überzeugende Wort. Kleine Schule für Rede und Dialog, Diskussion und Versammlungsleitung. Verlag Winfried Werk, Augsburg 1967.
- Redner und Rede. Ein Sachbuch der Überzeugungsrede mit Originalbeiträgen. Verlag Aktuelle Texte, Rottweil/Neckar 1970.